# Авангард TV3
Авангард TV3 (Vanguard 6.5in Satellite 1) (Test Vehicle 3, третий испытательный носитель) — первая попытка США запустить искусственный спутник Земли. Этот спутник предназначался для проверки возможности выведения полезной нагрузки на орбиту трёхступенчатой ракетой-носителем "Авангард" и исследования влияния окружающей среды на спутник и его системы на околоземной орбите.
Запуск,  6 декабря 1957 года, прошёл неудачно.
В настоящее время выставлен в Национальном музее авиации и космонавтики Смитсоновского института

## Конструкция

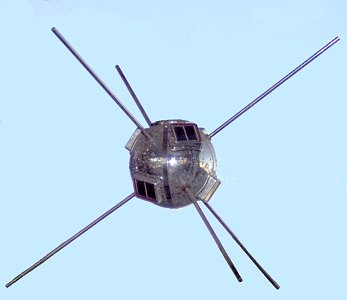
Авангард-1, идентичный Авангарду TV3

Спутник представлял собой алюминиевую сферу диаметром 152 мм и массой 1,36 кг. Конструкция примерно идентична позднему Авангарду-1. Внутри располагались ртутно-цинковая батарея и два передатчика с частотами 108 и 108,03 МГц. Один передатчик должен был работать от аккумулятора, второй — от шести солнечных батарей, расположенных на корпусе. Передатчики должны были использоваться для отслеживания траектории спутника и определения среды между спутником и наземными станциями. Также спутник имел два термистора для измерения внутренней температуры, что было нужно для оценки эффективности тепловой защиты.

## Запуск

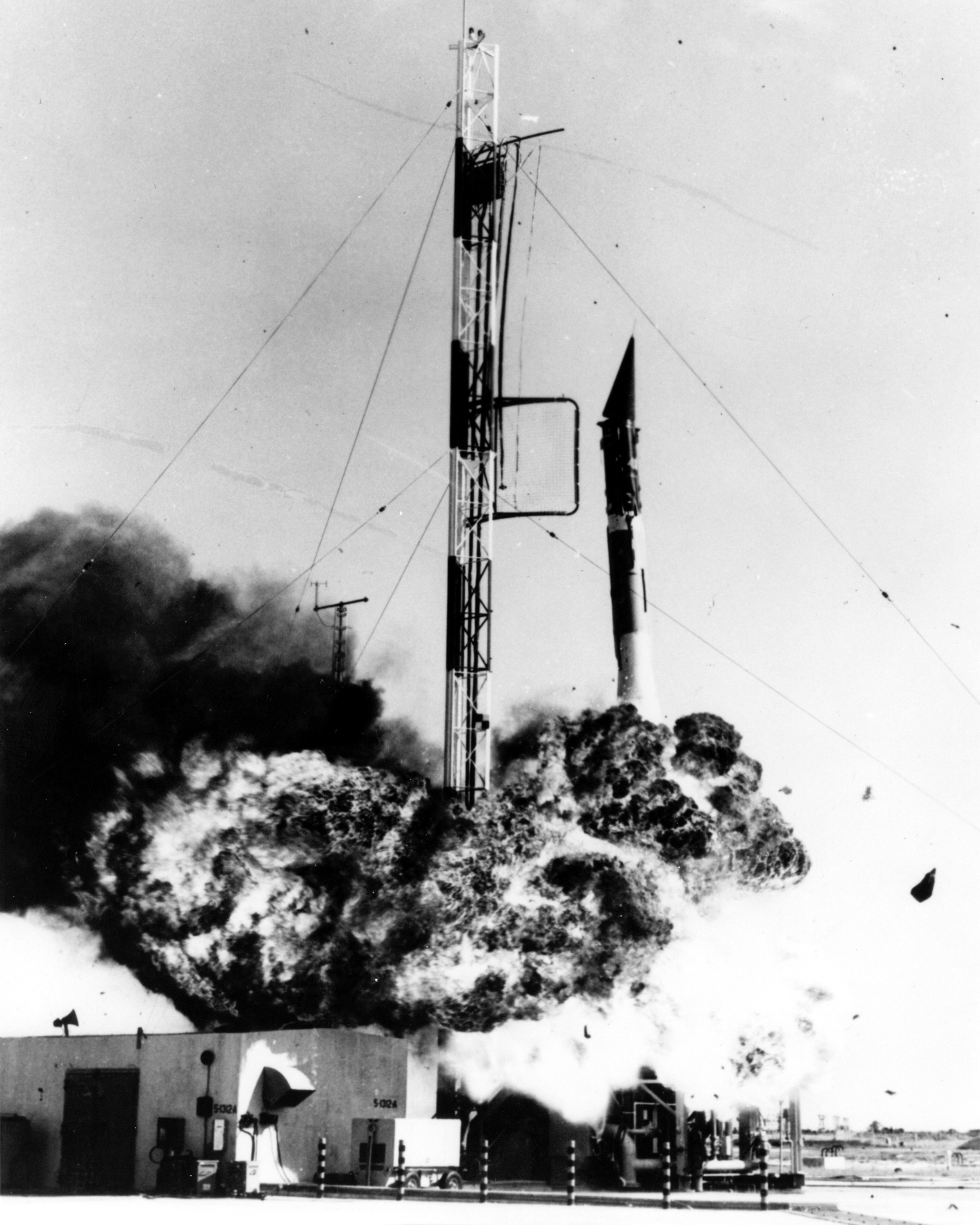
Взрыв ракеты-носителя Авангард

На попытке запуска 6 декабря 1957 года на мысе Канаверал, ракета начала подниматься, но около двух секунд после старта, после набора высоты около четырёх футов (1,2 м), потеряла тягу и начала опускаться к стартовой площадке. Как установлено, топливные баки разорвались и взорвались, уничтожив ракету и серьёзно повредив стартовую площадку. 
Сам спутник был отброшен и упал на землю на небольшом расстоянии, с ещё работающим передатчиком. Спутник был повреждён и не мог быть использован повторно. 
Спутник был найден на пусковой площадке и восстановлен. В 1976 году, когда открылся Национальный музей авиации и космонавтики, он был выставлен на обозрение у входа в галерею Аполлонов. С тех пор внешний вид спутника был изменён, чтобы показать, в каком виде он был найден на пусковой площадке.

## Реакция
Катастрофу TV3 наблюдало множество репортёров, приглашённых для успокоения общественности после запуска советских Спутника-1 и Спутника-2. Однако провал запуска усилил панику. На следующий день после запуска газеты вышли со статьями о крахе «Авангарда» на первой полосе. Пользуясь игрой слов с советским «спутником», его называли «флопник» (от англ. to flop — плюхнуться, шлепнуться, провалиться), «капутником», «упсником».